# Politisk psykologi
Politisk psykologi er en interdisciplinær videnskab, der undersøger krydsfeltet mellem politik og psykologi. Politisk psykologi defineres som
| „ | en interdisciplinær forskningsgren, hvor individorienteret psykologisk teori anvendes inden for statskundskabens genstandsfelt med henblik på at nuancere og udbygge forståelsen af aggregerede politiske handlinger, processer og institutioner. Dette tilstræbes ved at kortlægge systematiske tilbøjeligheder og begrænsninger indbygget i individet og spore effekterne af deres aggregering. | “ |

Eksempler på forskningsområder i politisk psykologi er:
- Politiske lederes personlighed
- Gruppedynamik
- Politisk vold
- Mentale smutveje
- Informationsoverload

## Oprindelse
Det er svært at svare på, hvornår feltet "politisk psykologi" opstod. For opstod politisk psykologi den gang, man begyndte at reflektere over sammenhængene mellem menneske og samfund? Eller opstod det, da man første gang anvendte begrebet "politisk psykologi"? Hvis man tager udgangspunkt i det første, er der mange teoretikere og forskere, som kan ses som relevante for politisk psykologi. Teoretikere som givet vis ikke selv var klar over, at de beskæftigede sig med politisk psykologi. Vælger man i stedet det sidste fokus, synes der at være enighed blandt forskere, at politisk psykologi for alvor opstod efter 2. Verdenskrig. Under krigen havde man øget fokus på hvordan holdninger skabes - både hos venner og fjender.